# دوريس (جنس)
دوريس هو جنس من عاريات الخيشوم. هذه الحيوانات هي رخويات بطنيات الأقدام البحرية في فصيلة الدوريسيات. أنواعه منتشرة في جميع بحار العالم، تعيش قرب الشطوط. تزحف ببطء.